# Pachygnatha dorothea
Pachygnatha dorothea là một loài nhện trong họ Tetragnathidae.
Loài này thuộc chi Pachygnatha. Pachygnatha dorothea được miêu tả năm 1894 bởi McCook.